# Santos Women's Tour 2020
La 14.ª edición del Santos Women's Tour fue una carrera femenina de ciclismo en ruta por etapas que se celebró entre el 16 y el 19 de enero de 2020 en Australia con inicio en la ciudad de Hahndorf y final en la ciudad de Adelaida sobre un recorrido de 382,8 kilómetros.
La carrera formó parte de las UCI ProSeries 2020, calendario ciclístico femenino, dentro de la categoría UCI 2.Pro. La vencedora final fue la estadounidense Ruth Winder del Trek-Segafredo. La acompañaron en el podio, como segunda y tercera clasificada respectivamente, la alemana Liane Lippert del Sunweb y la australiana Amanda Spratt del Mitchelton-Scott.

## Equipos participantes
Tomaron parte en la carrera 16 equipos: 6 de categoría UCI WorldTeam Femenino, 7 de categoría UCI Continental Femenino, 2 de categoría nacional y la selección nacional de Nueva Zelanda. Formaron así un pelotón de 94 ciclistas de las que acabaron 83. Los equipos participantes fueron:
| translation for headoftableIII_translate index 58 not found (6)- Alé BTC Ljubljana - Canyon-SRAM Racing - FDJ-Nouvelle Aquitaine-Futuroscope - Mitchelton-Scott - Sunweb Women - Trek-Segafredo UCI Women's continental teams (3)- Agolico - RoxSolt Attaquer - Tibco-Silicon Valley Bank Equipo nacional- Nueva Zelanda translation for headoftableIII_translate index 39 not found- UniSA-Australia Equipo femenino de ciclismo amateur- Specialized Women's Racing Unknown team category (4)- Astana Women's - BePink - Doltcini-Van Eyck Sport - Rally |
| |

## Recorrido
El Santos Women's Tour dispuso de cuatro etapas dividido en una etapa de media montaña y tres etapas llanas para un recorrido total de 382,8 kilómetros.
| Etapa     | Fecha     | Recorrido                | type            | Distancia (km) | Ganador          | Líder         |
| --------- | --------- | ------------------------ | --------------- | -------------- | ---------------- | ------------- |
| 1.ª etapa | 16 de ene | Hahndorf – Macclesfield  | etapa llana     | 116,3          | Chloe Hosking    | Chloe Hosking |
| 2.ª etapa | 17 de ene | Murray Bridge – Birdwood | etapa escarpada | 114,9          | Amanda Spratt    | Amanda Spratt |
| 3.ª etapa | 18 de ene | Nairne – Stirling        | etapa llana     | 109,1          | Ruth Winder      | Ruth Winder   |
| 4.ª etapa | 19 de ene | Adelaida – Adelaida      | etapa llana     | 42,5           | Simona Frapporti | Ruth Winder   |

## Desarrollo de la carrera

### 1.ª etapa
| \| Clasificación de la etapa \| Clasificación de la etapa \| Clasificación de la etapa \| Clasificación de la etapa \| Clasificación de la etapa \| \| Ciclista \| Ciclista \| Equipo \| Tiempo \| \| \| ------------------------- \| ------------------------- \| ---------------------------------- \| ------------------------- \| ------------------------- \| \| 1.ª \| Chloe Hosking \| Rally Cycling \| 3 h 16 min 51 s \| \| \| 2.ª \| Lotta Henttala \| Trek-Segafredo \| + 0 s \| \| \| 3.ª \| Matilda Raynolds \| Specialized women's racing \| + 0 s \| \| \| 4.ª \| Gracie Elvin \| Mitchelton-Scott \| + 0 s \| \| \| 5.ª \| Peta Mullens \| RoxSolt Attaquer \| + 0 s \| \| \| 6.ª \| Leah Kirchmann \| Sunweb \| + 0 s \| \| \| 7.ª \| Liane Lippert \| Sunweb \| + 0 s \| \| \| 8.ª \| Lauren Kitchen \| FDJ-Nouvelle Aquitaine-Futuroscope \| + 0 s \| \| \| 9.ª \| Arlenis Sierra \| Astana Women's Team \| + 0 s \| \| \| 10.ª \| Alexis Ryan \| Canyon-SRAM Racing \| + 0 s \| \| |                  |                                    |                 |
| |                  |                                    |                 |
| Fuente: ProCyclingStats |                  |                                    |                 |
| Clasificación de la etapa |                  |                                    |                 |
| Ciclista | Ciclista         | Equipo                             | Tiempo          |
| 1.ª | Chloe Hosking    | Rally Cycling                      | 3 h 16 min 51 s |
| 2.ª | Lotta Henttala   | Trek-Segafredo                     | + 0 s           |
| 3.ª | Matilda Raynolds | Specialized women's racing         | + 0 s           |
| 4.ª | Gracie Elvin     | Mitchelton-Scott                   | + 0 s           |
| 5.ª | Peta Mullens     | RoxSolt Attaquer                   | + 0 s           |
| 6.ª | Leah Kirchmann   | Sunweb                             | + 0 s           |
| 7.ª | Liane Lippert    | Sunweb                             | + 0 s           |
| 8.ª | Lauren Kitchen   | FDJ-Nouvelle Aquitaine-Futuroscope | + 0 s           |
| 9.ª | Arlenis Sierra   | Astana Women's Team                | + 0 s           |
| 10.ª | Alexis Ryan      | Canyon-SRAM Racing                 | + 0 s           |

| \| Clasificación general \| Clasificación general \| Clasificación general \| Clasificación general \| Clasificación general \| \| Ciclista \| Ciclista \| Equipo \| Tiempo \| \| \| --------------------- \| --------------------- \| ---------------------------------- \| --------------------- \| --------------------- \| \| 1.ª \| Chloe Hosking \| Rally Cycling \| 3 h 16 min 51 s \| \| \| 2.ª \| Lotta Henttala \| Trek-Segafredo \| + 4 s \| \| \| 3.ª \| Leah Kirchmann \| Sunweb \| + 6 s \| \| \| 4.ª \| Matilda Raynolds \| Specialized women's racing \| + 7 s \| \| \| 5.ª \| Gracie Elvin \| Mitchelton-Scott \| + 8 s \| \| \| 6.ª \| Brodie Chapman \| FDJ-Nouvelle Aquitaine-Futuroscope \| + 8 s \| \| \| 7.ª \| Nina Kessler \| Tibco-Silicon Valley Bank \| + 9 s \| \| \| 8.ª \| Anastasia Chursina \| Alé BTC Ljubljana \| + 9 s \| \| \| 9.ª \| Juliette Labous \| Sunweb \| + 10 s \| \| \| 10.ª \| Peta Mullens \| RoxSolt Attaquer \| + 11 s \| \| |                    |                                    |                 |
| |                    |                                    |                 |
| Fuente: ProCyclingStats |                    |                                    |                 |
| Clasificación general |                    |                                    |                 |
| Ciclista | Ciclista           | Equipo                             | Tiempo          |
| 1.ª | Chloe Hosking      | Rally Cycling                      | 3 h 16 min 51 s |
| 2.ª | Lotta Henttala     | Trek-Segafredo                     | + 4 s           |
| 3.ª | Leah Kirchmann     | Sunweb                             | + 6 s           |
| 4.ª | Matilda Raynolds   | Specialized women's racing         | + 7 s           |
| 5.ª | Gracie Elvin       | Mitchelton-Scott                   | + 8 s           |
| 6.ª | Brodie Chapman     | FDJ-Nouvelle Aquitaine-Futuroscope | + 8 s           |
| 7.ª | Nina Kessler       | Tibco-Silicon Valley Bank          | + 9 s           |
| 8.ª | Anastasia Chursina | Alé BTC Ljubljana                  | + 9 s           |
| 9.ª | Juliette Labous    | Sunweb                             | + 10 s          |
| 10.ª | Peta Mullens       | RoxSolt Attaquer                   | + 11 s          |

### 2.ª etapa
| \| Clasificación de la etapa \| Clasificación de la etapa \| Clasificación de la etapa \| Clasificación de la etapa \| Clasificación de la etapa \| \| Ciclista \| Ciclista \| Equipo \| Tiempo \| \| \| ------------------------- \| ------------------------- \| ---------------------------------- \| ------------------------- \| ------------------------- \| \| 1.ª \| Amanda Spratt \| Mitchelton-Scott \| 3 h 08 min 54 s \| \| \| 2.ª \| Ruth Winder \| Trek-Segafredo \| + 0 s \| \| \| 3.ª \| Liane Lippert \| Sunweb \| + 0 s \| \| \| 4.ª \| Grace Brown \| Mitchelton-Scott \| + 2 s \| \| \| 5.ª \| Jaime Gunning \| Specialized women's racing \| + 13 s \| \| \| 6.ª \| Peta Mullens \| RoxSolt Attaquer \| + 15 s \| \| \| 7.ª \| Rachel Neylan \| Cronos-Casa Dorada \| + 18 s \| \| \| 8.ª \| Ella Harris \| Canyon-SRAM Racing \| + 18 s \| \| \| 9.ª \| Shara Marche \| FDJ-Nouvelle Aquitaine-Futuroscope \| + 18 s \| \| \| 10.ª \| Juliette Labous \| Sunweb \| + 18 s \| \| |                 |                                    |                 |
| |                 |                                    |                 |
| Fuente: ProCyclingStats |                 |                                    |                 |
| Clasificación de la etapa |                 |                                    |                 |
| Ciclista | Ciclista        | Equipo                             | Tiempo          |
| 1.ª | Amanda Spratt   | Mitchelton-Scott                   | 3 h 08 min 54 s |
| 2.ª | Ruth Winder     | Trek-Segafredo                     | + 0 s           |
| 3.ª | Liane Lippert   | Sunweb                             | + 0 s           |
| 4.ª | Grace Brown     | Mitchelton-Scott                   | + 2 s           |
| 5.ª | Jaime Gunning   | Specialized women's racing         | + 13 s          |
| 6.ª | Peta Mullens    | RoxSolt Attaquer                   | + 15 s          |
| 7.ª | Rachel Neylan   | Cronos-Casa Dorada                 | + 18 s          |
| 8.ª | Ella Harris     | Canyon-SRAM Racing                 | + 18 s          |
| 9.ª | Shara Marche    | FDJ-Nouvelle Aquitaine-Futuroscope | + 18 s          |
| 10.ª | Juliette Labous | Sunweb                             | + 18 s          |

| \| Clasificación general \| Clasificación general \| Clasificación general \| Clasificación general \| Clasificación general \| \| Ciclista \| Ciclista \| Equipo \| Tiempo \| \| \| --------------------- \| --------------------- \| ---------------------------------- \| --------------------- \| --------------------- \| \| 1.ª \| Amanda Spratt \| Mitchelton-Scott \| 6 h 21 min 19 s \| \| \| 2.ª \| Ruth Winder \| Trek-Segafredo \| + 4 s \| \| \| 3.ª \| Liane Lippert \| Sunweb \| + 5 s \| \| \| 4.ª \| Grace Brown \| Mitchelton-Scott \| + 12 s \| \| \| 5.ª \| Chloe Hosking \| Rally Cycling \| + 21 s \| \| \| 6.ª \| Jaime Gunning \| Specialized women's racing \| + 23 s \| \| \| 7.ª \| Leah Kirchmann \| Sunweb \| + 24 s \| \| \| 8.ª \| Peta Mullens \| RoxSolt Attaquer \| + 25 s \| \| \| 9.ª \| Juliette Labous \| Sunweb \| + 27 s \| \| \| 10.ª \| Shara Marche \| FDJ-Nouvelle Aquitaine-Futuroscope \| + 28 s \| \| |                 |                                    |                 |
| |                 |                                    |                 |
| Fuente: ProCyclingStats |                 |                                    |                 |
| Clasificación general |                 |                                    |                 |
| Ciclista | Ciclista        | Equipo                             | Tiempo          |
| 1.ª | Amanda Spratt   | Mitchelton-Scott                   | 6 h 21 min 19 s |
| 2.ª | Ruth Winder     | Trek-Segafredo                     | + 4 s           |
| 3.ª | Liane Lippert   | Sunweb                             | + 5 s           |
| 4.ª | Grace Brown     | Mitchelton-Scott                   | + 12 s          |
| 5.ª | Chloe Hosking   | Rally Cycling                      | + 21 s          |
| 6.ª | Jaime Gunning   | Specialized women's racing         | + 23 s          |
| 7.ª | Leah Kirchmann  | Sunweb                             | + 24 s          |
| 8.ª | Peta Mullens    | RoxSolt Attaquer                   | + 25 s          |
| 9.ª | Juliette Labous | Sunweb                             | + 27 s          |
| 10.ª | Shara Marche    | FDJ-Nouvelle Aquitaine-Futuroscope | + 28 s          |

### 3.ª etapa
| \| Clasificación de la etapa \| Clasificación de la etapa \| Clasificación de la etapa \| Clasificación de la etapa \| Clasificación de la etapa \| \| Ciclista \| Ciclista \| Equipo \| Tiempo \| \| \| ------------------------- \| ------------------------- \| ---------------------------------- \| ------------------------- \| ------------------------- \| \| 1.ª \| Ruth Winder \| Trek-Segafredo \| 2 h 51 min 16 s \| \| \| 2.ª \| Liane Lippert \| Sunweb \| + 0 s \| \| \| 3.ª \| Lauren Stephens \| Tibco-Silicon Valley Bank \| + 0 s \| \| \| 4.ª \| Peta Mullens \| RoxSolt Attaquer \| + 0 s \| \| \| 5.ª \| Chloe Hosking \| Rally Cycling \| + 0 s \| \| \| 6.ª \| Anastasia Chursina \| Alé BTC Ljubljana \| + 0 s \| \| \| 7.ª \| Ella Harris \| Canyon-SRAM Racing \| + 0 s \| \| \| 8.ª \| Shara Marche \| FDJ-Nouvelle Aquitaine-Futuroscope \| + 0 s \| \| \| 9.ª \| Rachel Neylan \| UniSA-Australia \| + 0 s \| \| \| 10.ª \| Amanda Spratt \| Mitchelton-Scott \| + 0 s \| \| |                    |                                    |                 |
| |                    |                                    |                 |
| Fuente: ProCyclingStats |                    |                                    |                 |
| Clasificación de la etapa |                    |                                    |                 |
| Ciclista | Ciclista           | Equipo                             | Tiempo          |
| 1.ª | Ruth Winder        | Trek-Segafredo                     | 2 h 51 min 16 s |
| 2.ª | Liane Lippert      | Sunweb                             | + 0 s           |
| 3.ª | Lauren Stephens    | Tibco-Silicon Valley Bank          | + 0 s           |
| 4.ª | Peta Mullens       | RoxSolt Attaquer                   | + 0 s           |
| 5.ª | Chloe Hosking      | Rally Cycling                      | + 0 s           |
| 6.ª | Anastasia Chursina | Alé BTC Ljubljana                  | + 0 s           |
| 7.ª | Ella Harris        | Canyon-SRAM Racing                 | + 0 s           |
| 8.ª | Shara Marche       | FDJ-Nouvelle Aquitaine-Futuroscope | + 0 s           |
| 9.ª | Rachel Neylan      | UniSA-Australia                    | + 0 s           |
| 10.ª | Amanda Spratt      | Mitchelton-Scott                   | + 0 s           |

| \| Clasificación general \| Clasificación general \| Clasificación general \| Clasificación general \| Clasificación general \| \| Ciclista \| Ciclista \| Equipo \| Tiempo \| \| \| --------------------- \| --------------------- \| ---------------------------------- \| --------------------- \| --------------------- \| \| 1.ª \| Ruth Winder \| Trek-Segafredo \| 9 h 12 min 26 s \| \| \| 2.ª \| Liane Lippert \| Sunweb \| + 7 s \| \| \| 3.ª \| Amanda Spratt \| Mitchelton-Scott \| + 7 s \| \| \| 4.ª \| Chloe Hosking \| Rally Cycling \| + 30 s \| \| \| 5.ª \| Leah Kirchmann \| Sunweb \| + 33 s \| \| \| 6.ª \| Peta Mullens \| RoxSolt Attaquer \| + 34 s \| \| \| 7.ª \| Lauren Stephens \| Tibco-Silicon Valley Bank \| + 34 s \| \| \| 8.ª \| Juliette Labous \| Sunweb \| + 36 s \| \| \| 9.ª \| Shara Marche \| FDJ-Nouvelle Aquitaine-Futuroscope \| + 37 s \| \| \| 10.ª \| Ella Harris \| Canyon-SRAM Racing \| + 37 s \| \| |                 |                                    |                 |
| |                 |                                    |                 |
| Fuente: ProCyclingStats |                 |                                    |                 |
| Clasificación general |                 |                                    |                 |
| Ciclista | Ciclista        | Equipo                             | Tiempo          |
| 1.ª | Ruth Winder     | Trek-Segafredo                     | 9 h 12 min 26 s |
| 2.ª | Liane Lippert   | Sunweb                             | + 7 s           |
| 3.ª | Amanda Spratt   | Mitchelton-Scott                   | + 7 s           |
| 4.ª | Chloe Hosking   | Rally Cycling                      | + 30 s          |
| 5.ª | Leah Kirchmann  | Sunweb                             | + 33 s          |
| 6.ª | Peta Mullens    | RoxSolt Attaquer                   | + 34 s          |
| 7.ª | Lauren Stephens | Tibco-Silicon Valley Bank          | + 34 s          |
| 8.ª | Juliette Labous | Sunweb                             | + 36 s          |
| 9.ª | Shara Marche    | FDJ-Nouvelle Aquitaine-Futuroscope | + 37 s          |
| 10.ª | Ella Harris     | Canyon-SRAM Racing                 | + 37 s          |

### 4.ª etapa
| \| Clasificación de la etapa \| Clasificación de la etapa \| Clasificación de la etapa \| Clasificación de la etapa \| Clasificación de la etapa \| \| Ciclista \| Ciclista \| Equipo \| Tiempo \| \| \| ------------------------- \| ------------------------- \| ---------------------------------- \| ------------------------- \| ------------------------- \| \| 1.ª \| Simona Frapporti \| Bepink \| 58 min 32 s \| \| \| 2.ª \| Lauren Stephens \| Tibco-Silicon Valley Bank \| + 0 s \| \| \| 3.ª \| Rushlee Buchanan \| Nueva Zelanda \| + 0 s \| \| \| 4.ª \| Leigh Ann Ganzar \| Rally Cycling \| + 0 s \| \| \| 5.ª \| Jaime Gunning \| Specialized women's racing \| + 0 s \| \| \| 6.ª \| Katia Ragusa \| Astana Women's Team \| + 0 s \| \| \| 7.ª \| Brodie Chapman \| FDJ-Nouvelle Aquitaine-Futuroscope \| + 0 s \| \| \| 8.ª \| Jessica Pratt \| Canyon-SRAM Racing \| + 0 s \| \| \| 9.ª \| Georgia Williams \| Mitchelton-Scott \| + 0 s \| \| \| 10.ª \| Tatiana Guderzo \| Alé BTC Ljubljana \| + 0 s \| \| |                  |                                    |             |
| |                  |                                    |             |
| Fuente: ProCyclingStats |                  |                                    |             |
| Clasificación de la etapa |                  |                                    |             |
| Ciclista | Ciclista         | Equipo                             | Tiempo      |
| 1.ª | Simona Frapporti | Bepink                             | 58 min 32 s |
| 2.ª | Lauren Stephens  | Tibco-Silicon Valley Bank          | + 0 s       |
| 3.ª | Rushlee Buchanan | Nueva Zelanda                      | + 0 s       |
| 4.ª | Leigh Ann Ganzar | Rally Cycling                      | + 0 s       |
| 5.ª | Jaime Gunning    | Specialized women's racing         | + 0 s       |
| 6.ª | Katia Ragusa     | Astana Women's Team                | + 0 s       |
| 7.ª | Brodie Chapman   | FDJ-Nouvelle Aquitaine-Futuroscope | + 0 s       |
| 8.ª | Jessica Pratt    | Canyon-SRAM Racing                 | + 0 s       |
| 9.ª | Georgia Williams | Mitchelton-Scott                   | + 0 s       |
| 10.ª | Tatiana Guderzo  | Alé BTC Ljubljana                  | + 0 s       |

## Clasificaciones finales
- Las clasificaciones finalizaron de la siguiente forma:[3]

### Clasificación general
| \| Clasificación general \| Clasificación general \| Clasificación general \| Clasificación general \| Clasificación general \| \| Ciclista \| Ciclista \| Equipo \| Tiempo \| \| \| --------------------- \| ---------------------- \| ------------------------- \| --------------------- \| --------------------- \| \| 1.ª \| Ruth Winder \| Trek-Segafredo \| 10 h 11 min 07 s \| \| \| 2.ª \| Liane Lippert \| Sunweb \| + 5 s \| \| \| 3.ª \| Amanda Spratt \| Mitchelton-Scott \| + 6 s \| \| \| 4.ª \| Lauren Stephens \| Tibco-Silicon Valley Bank \| + 17 s \| \| \| 5.ª \| Chloe Hosking \| Rally Cycling \| + 30 s \| \| \| 6.ª \| Leah Kirchmann \| Sunweb \| + 32 s \| \| \| 7.ª \| Andrea Ramírez Fregoso \| Agolico \| + 33 s \| \| \| 8.ª \| Katia Ragusa \| Astana Women's Team \| + 34 s \| \| \| 9.ª \| Jessica Pratt \| Canyon-SRAM Racing \| + 34 s \| \| \| 10.ª \| Peta Mullens \| RoxSolt Attaquer \| + 35 s \| \| |                        |                           |                  |
| |                        |                           |                  |
| Fuente: ProCyclingStats |                        |                           |                  |
| Clasificación general |                        |                           |                  |
| Ciclista | Ciclista               | Equipo                    | Tiempo           |
| 1.ª | Ruth Winder            | Trek-Segafredo            | 10 h 11 min 07 s |
| 2.ª | Liane Lippert          | Sunweb                    | + 5 s            |
| 3.ª | Amanda Spratt          | Mitchelton-Scott          | + 6 s            |
| 4.ª | Lauren Stephens        | Tibco-Silicon Valley Bank | + 17 s           |
| 5.ª | Chloe Hosking          | Rally Cycling             | + 30 s           |
| 6.ª | Leah Kirchmann         | Sunweb                    | + 32 s           |
| 7.ª | Andrea Ramírez Fregoso | Agolico                   | + 33 s           |
| 8.ª | Katia Ragusa           | Astana Women's Team       | + 34 s           |
| 9.ª | Jessica Pratt          | Canyon-SRAM Racing        | + 34 s           |
| 10.ª | Peta Mullens           | RoxSolt Attaquer          | + 35 s           |

### Clasificación de la montaña
| Clasificación de la montaña | Clasificación de la montaña | Clasificación de la montaña | Clasificación de la montaña | Clasificación de la montaña |
| Ciclista                    | Ciclista                    | Equipo                      | Puntos                      |                             |
| --------------------------- | --------------------------- | --------------------------- | --------------------------- | --------------------------- |
| 1.ª                         | Liane Lippert               | Sunweb                      | 19 pts                      |                             |
| 2.ª                         | Marieke van Witzenburg      | Doltcini-Van Eyck-Proximus  | 15 pts                      |                             |
| 3.ª                         | Amanda Spratt               | Mitchelton-Scott            | 14 pts                      |                             |
| 4.ª                         | Ella Harris                 | Canyon-SRAM Racing          | 9 pts                       |                             |
| 5.ª                         | Ruth Winder                 | Trek-Segafredo              | 9 pts                       |                             |
| 6.ª                         | Bree Wilson                 | RoxSolt Attaquer            | 8 pts                       |                             |
| 7.ª                         | Urša Pintar                 | Alé BTC Ljubljana           | 6 pts                       |                             |
| 8.ª                         | Grace Brown                 | Mitchelton-Scott            | 6 pts                       |                             |
| 9.ª                         | Sarah Gigante               | Tibco-Silicon Valley Bank   | 4 pts                       |                             |
| 10.ª                        | Lucy Kennedy                | Mitchelton-Scott            | 4 pts                       |                             |

### Clasificación de los sprints
| Clasificación por puntos | Clasificación por puntos | Clasificación por puntos  | Clasificación por puntos | Clasificación por puntos |
| Ciclista                 | Ciclista                 | Equipo                    | Puntos                   |                          |
| ------------------------ | ------------------------ | ------------------------- | ------------------------ | ------------------------ |
| 1.ª                      | Leah Kirchmann           | Sunweb                    | 136 pts                  |                          |
| 2.ª                      | Liane Lippert            | Sunweb                    | 136 pts                  |                          |
| 3.ª                      | Chloe Hosking            | Rally Cycling             | 130 pts                  |                          |
| 4.ª                      | Lotta Henttala           | Trek-Segafredo            | 121 pts                  |                          |
| 5.ª                      | Ruth Winder              | Trek-Segafredo            | 94 pts                   |                          |
| 6.ª                      | Gracie Elvin             | Mitchelton-Scott          | 90 pts                   |                          |
| 7.ª                      | Simona Frapporti         | Bepink                    | 83 pts                   |                          |
| 8.ª                      | Anna Henderson           | Sunweb                    | 82 pts                   |                          |
| 9.ª                      | Amanda Spratt            | Mitchelton-Scott          | 74 pts                   |                          |
| 10.ª                     | Lauren Stephens          | Tibco-Silicon Valley Bank | 68 pts                   |                          |

### Clasificación de las jóvenes
| Clasificación del mejor joven | Clasificación del mejor joven | Clasificación del mejor joven | Clasificación del mejor joven | Clasificación del mejor joven |
| Ciclista                      | Ciclista                      | Equipo                        | Tiempo                        |                               |
| ----------------------------- | ----------------------------- | ----------------------------- | ----------------------------- | ----------------------------- |
| 1.ª                           | Liane Lippert                 | Sunweb                        | 10 h 11 min 12 s              |                               |
| 2.ª                           | Andrea Ramírez Fregoso        | Agolico                       | + 28 s                        |                               |
| 3.ª                           | Katia Ragusa                  | Astana Women's Team           | + 29 s                        |                               |
| 4.ª                           | Jessica Pratt                 | Canyon-SRAM Racing            | + 29 s                        |                               |
| 5.ª                           | Juliette Labous               | Sunweb                        | + 32 s                        |                               |
| 6.ª                           | Ella Harris                   | Canyon-SRAM Racing            | + 33 s                        |                               |
| 7.ª                           | Jaime Gunning                 | Specialized women's racing    | + 35 s                        |                               |
| 8.ª                           | Ruby Roseman-Gannon           | UniSA-Australia               | + 39 s                        |                               |
| 9.ª                           | Jenna Merrick                 | Doltcini-Van Eyck-Proximus    | + 39 s                        |                               |
| 10.ª                          | Sarah Gigante                 | Tibco-Silicon Valley Bank     | + 45 s                        |                               |

## Evolución de las clasificaciones
| Etapa                   | Vencedora               | Clasificación general | Clasificación de la montaña     | Clasificación de los sprints | Clasificación de las jóvenes |
| ----------------------- | ----------------------- | --------------------- | ------------------------------- | ---------------------------- | ---------------------------- |
| 1.ª                     | Chloe Hosking           | Chloe Hosking         | Marieke van De Groot-Witzenburg | Chloe Hosking                | Juliette Labous              |
| 2.ª                     | Amanda Spratt           | Amanda Spratt         | Liane Lippert                   | Leah Kirchmann               | Liane Lippert                |
| 3.ª                     | Ruth Winder             | Ruth Winder           | Liane Lippert                   | Leah Kirchmann               | Liane Lippert                |
| 4.ª                     | Simona Frapporti        | Ruth Winder           | Liane Lippert                   | Leah Kirchmann               | Liane Lippert                |
| Clasificaciones finales | Clasificaciones finales | Ruth Winder           | Liane Lippert                   | Leah Kirchmann               | Liane Lippert                |

## Ciclistas participantes y posiciones finales
Convenciones:
- AB-N: Abandono en la etapa "N"
- FLT-N: Retiro por llegada fuera del límite de tiempo en la etapa "N"
- NTS-N: No tomó la salida para la etapa "N"
- DES-N: Descalificado o expulsado en la etapa "N"